# Алі-шах II
Алі-шах II (д/н — 1578) — 21-й султан Кашміру в 1570—1578 роках. Повне ім'я Захір ад-Дін Алі-шах II.

## Життєпис

### Молоді роки
Походив з шиїтського клану Чаків. Син впливового політика, багаторазового візира Каджі Чаки. Отримав ім'я Алі Хан. Активно допомагав братові — султану Хусейн-шаха I протягом 1563—1565 років придушувати заколоти і повстання проти себе.
1570 року щоб попередити власний арешт втік до Сопуру, де отримав допомогу Сайїда Мубарака, після чого рушив на Срінагар. Хусейн-шах I, не маючи змоги протидіяти, зрікся трону на користь Алі.

### Султанування
Спочатку призначив Сайїда Мубарака візиром, а свою доньку пошлюбмв за сина Сайїда — Абу'л-Ма'алі. Наприкінці 1571 року придушив заколот Алі Хана, сина Навруз Чаки.
1572 року син султана Юсуф вбив Айба Хана, сина Газі-шаха, що також претендував на титул спадкоємця. Після чого Юсуф втік до Сопура, де підняв повстання проти батька. Завдяки Сайїду Мубараку вдалося замиритися сину і батьку. Того ж року змусив Багадур Сінгха, раджу Кіштвара, визнати свою владу. Але для зміцнення успіху довелося 1574 року здійснити новий похід проти Кіштвару.
1575 року з Пенджабу до Кашміру вдерлися Хаджі Гайдар і Салім, сини колишнього султана Назук-шаха. Біля Тханни очільник султанського війська Мухаммед Чак перейшов на бік заколотників, щоб потім вбити Саліма та розпорошити військо ворогів султана.
1578 року номінально визнав зверхність могольського падишаха Акбара, наказавши згадувати його ім'я в хутбі та карбувати монети з іменем падишаха. Того ж року під час гри в поло тяжко травмований, від чого помер. Трон спадкував його старший син Юсуф.